# اسپنسر دنیلز
اسپنسر دنیلز (انگلیسی: Spencer Daniels؛ زادهٔ ۲۳ دسامبر ۱۹۹۲) بازیگر فیلم و تلویزیون اهل ایالات متحده آمریکا است. او بازیگری را از ده‌سالگی و با حضور در برنامه‌های تلویزیونی آغاز کرد.  او با بازی در نقش دوازده‌سالگی بنجامین باتن در فیلم مورد عجیب بنجامین باتن (۲۰۰۸) ساخته دیوید فینچر وارد سینما شد و در سال ۲۰۰۹، در فیلم علمی تخیلی پیشتازان فضا (۲۰۰۹) حضور یافت. از نقش‌های تلویزیونی قابل توجه وی می‌توان به بازی در نقش جک پلامر در مجموعه اداره (۲۰۱۳–۲۰۱۲)، لوک در مام (۲۰۱۴–۲۰۱۳) و چارلتون در جادوگران (۲۰۲۰–۲۰۱۸) اشاره کرد.

## فیلم‌شناسی
- پرونده سرد (۲۰۰۵، مجموعه تلویزیونی)
- فیلادلفیا همیشه آفتابی است (۲۰۰۵، مجموعه تلویزیونی)
- اداره (۲۰۱۳–۲۰۱۲، ۲۰۰۶، مجموعه تلویزیونی)
- مورد عجیب بنجامین باتن (۲۰۰۸)
- پیشتازان فضا (۲۰۰۹)
- ان‌سی‌آی‌اس (۲۰۰۹، مجموعه تلویزیونی)
- سی‌اس‌آی: میامی (۲۰۱۰، مجموعه تلویزیونی)
- مام (۲۰۱۶، ۲۰۱۴–۲۰۱۳، مجموعه تلویزیونی)
- جادوگران (۲۰۲۰–۲۰۱۸، مجموعه تلویزیونی)
- ان‌سی‌آی‌اس: لس آنجلس (۲۰۱۹، مجموعه تلویزیونی)